# Elgin Castle
Elgin Castle ist die Ruine einer Motte aus dem 12. Jahrhundert bei Elgin in der schottischen Council Area Moray. Elgin wurde 1136 von König David I. zum Royal Burgh erhoben. Die Burg war einst eine königliche Burg.
König Eduard I. von England eroberte die Burg und weilte dort 1296 und 1303. Nach zwei erfolglosen Versuchen, die Burg zurückzuerobern, ließ sie König Robert I. zerstören. Sie wurde nie wieder aufgebaut. Heute gilt sie als Scheduled Monument.